# Chiesa di San Michele in Isola
La chiesa di San Michele in Isola detta anche San Michele di Murano vista la vicinanza all'isola di Murano, è un edificio religioso di Venezia, situato sull'isola di San Michele.
Fu sede di un monastero camaldolese.

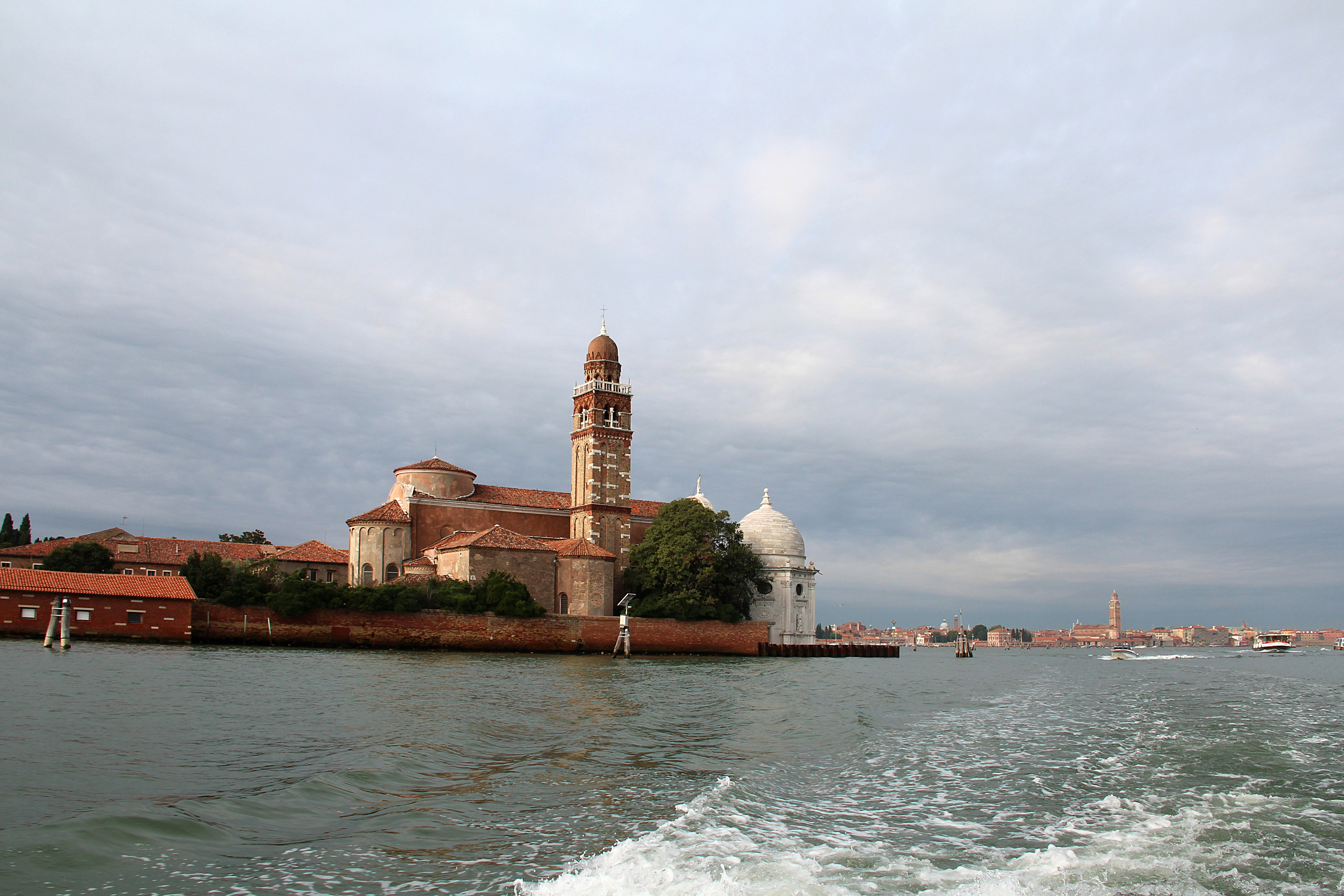
Campanile e lato nord della Chiesa di San Michele in Isola visti dalla Laguna Veneta.

## Storia
Le origini del complesso monastico risalgono al XIII secolo.
La chiesa fu la prima opera veneziana dell'architetto lombardo Mauro Codussi, rinnovatore dell'architettura lagunare. Venne realizzata tra il 1468 e il 1479. John Mc Andrew, tra i più accreditati critici del Rinascimento veneziano, in relazione al Codussi dice:
La facciata della chiesa di San Michele, in pietra d'Istria, cavata nell'isola di Brazza, per le sue caratteristiche innovative, unica nel suo genere è stata preceduta da quella di San Giacomo a Sebenico ad opera dell'architetto Giorgio Orsini che lavorò intensamente prima a Venezia e poi tra le due sponde adriatiche, caratterizzando le sue sculture e i suoi edifici sempre con la pietra d'Istria. Su queste due opere inizia il rinascimento adriatico veneziano.

## Edifici

### Chiesa

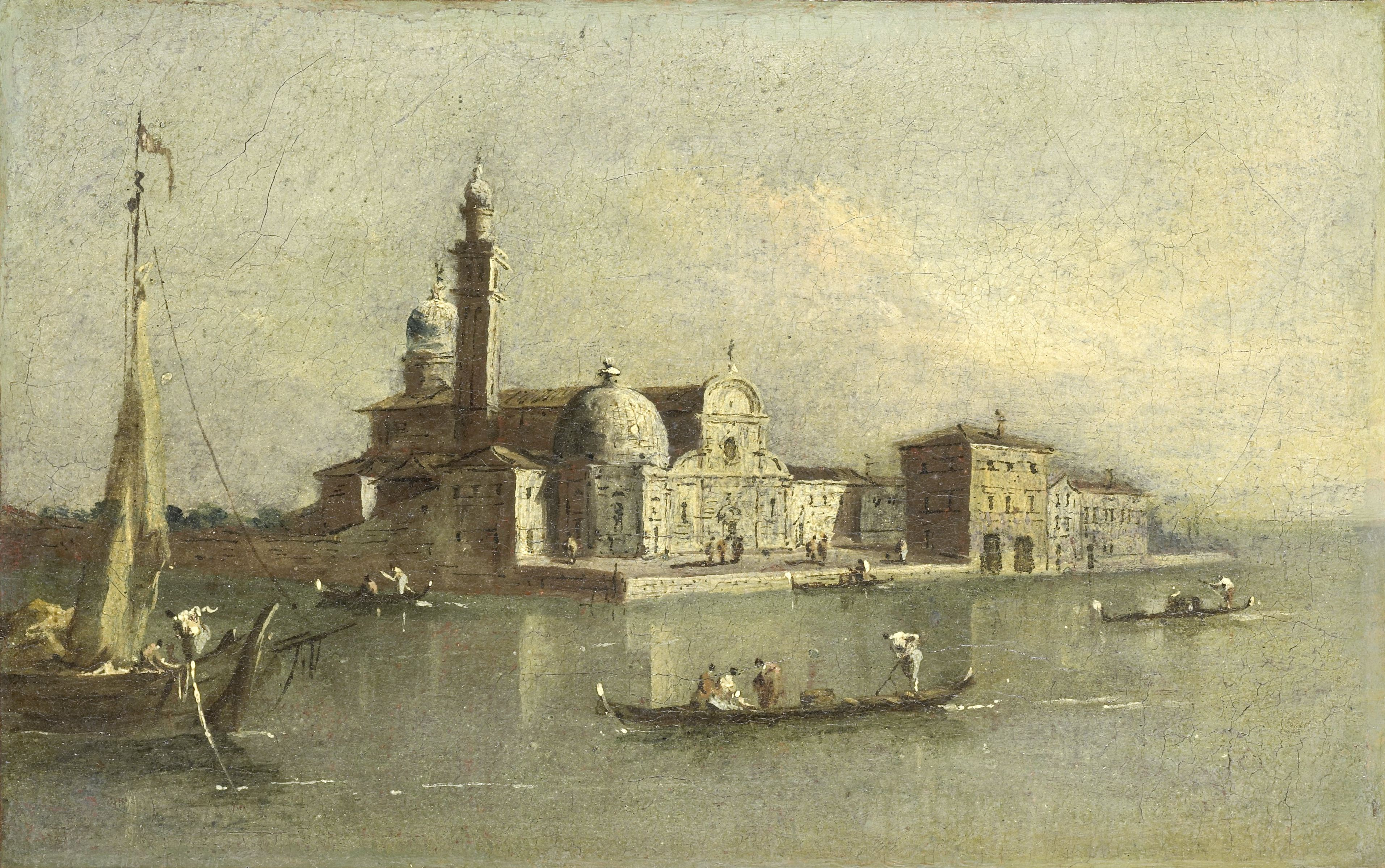
Giacomo Guardi, San Michele

La facciata è tripartita, liberamente ispirata al Tempio Malatestiano dell'Alberti, con due livelli sovrapposti. Quello inferiore è caratterizzato da un bugnato liscio, che ricopre anche le paraste ioniche, entro cui si aprono un portale centrale con timpano triangolare e due alte finestre centinate in corrispondenza delle navate laterali. Il livello superiore, compreso tra lesene ioniche anch'esse, è invece liscio, e vi si apre il grande oculo, attorno a cui sono disposti quattro dischi marmorei policromi. Questo secondo livello è sormontato dal frontone curvilineo, mentre i lati sono raccordati da due ali a curvatura più ribassata, dai fini ornamenti a rilievo a conchiglia; nel punto in cui si raccordano alla parte centrale si trova un cornicione sporgente che taglia in due le lesene.
Costituisce novità l'inserimento in facciata di scritture abbreviate latine. La prima in alto:
(Matteo 21, 13)
Più sotto:
(testo con abbreviazioni presente nella facciata)
(testo originale completo del canto "in dedicatione ecclesiae")
L'interno della chiesa è diviso in tre navate, scandite da archi a tutto sesto retti da colonne. Ciascuna navata è coperta da cassettoni e finisce in un'abside semicircolare. Le ultime campate delle navate sono separate da setti murari e coperte da cupole cieche.
Sul lato dell'ingresso si trova un vestibolo separato dal resto della chiesa da un "barco", cioè una cantoria retta da arcate. Sottraendo lo spazio del vestibolo e quello del presbiterio con le cupole si ottiene un corpo centrale perfettamente quadrato.
Il campanile di questa chiesa venne edificato tra il 1456 e il 1460 circa. Il parapetto sopra la cella serve ad alleggerire l'aspetto del campanile e prepara il passaggio all'ottagono, chiamato anche fanale, coronato da archetti trilobati e da una fascia, che sorregge la cupolina rialzata con cui termina la torre. Sia nelle fasce e negli archetti della canna che nel coronamento della parte ottagona, si trovano laterizi lavorati e terre cotte. Questo campanile servì da modello al campanile della chiesa di Santa Chiara.

### Cappella Emiliani
Nel suo testamento del 1427, la nobildonna Margherita Vitturi, che morirà nel 1455, lasciò una cospicua somma di denaro ai Procuratori di San Marco perché fosse costruito un luogo di culto da dedicare a Santa Maria Annunziata e in memoria del marito Giambattista Emiliani. Il progetto fu realizzato solo un secolo dopo (1528-1543) su progetto dell'architetto Guglielmo dei Grigi. Già poco dopo la sua conclusione presentava dei problemi strutturali e venne restaurata da Jacopo Sansovino nel 1560-62.
A pianta esagonale e coronata da una cupola bianca in pietra d'Istria, vi si può accedere anche dall'esterno visto che l'ingresso principale si trova a sinistra della facciata. All'interno si trovano tre piccoli altari, ciascuno ornato da tre pale in marmo (Annunciazione, Adorazione dei Magi, Adorazione dei Pastori) scolpite da Giovanni Battista da Carona. Costui è anche l'autore delle due colossali statue in pietra d'Istria raffiguranti Santa Margherita e San Giovanni Battista, posti nelle nicchie all'esterno della cappella.
Sopra la porta esterna si legge l'iscrizione: Margaritae Aemilianae testamento -  Matronae pietate insignis - Procuratores divi Marci de Citra - fide optima a fundamentis extruendum - curarunt - Anno MDXXX).

### Monastero
Il chiostro di questa chiesa fu fabbricato nel 1448-1466 e presenta capitelli con decorazioni variate e fogliami, simili a quelli intagliati tra il 1462 e il 1475 nel chiostro e nella chiesa di Santo Stefano di Belluno.
In questo convento visse il camaldolese Fra Mauro che nel 1450 disegnò il famoso mappamondo, che qui rimase per più di tre secoli, prima esposto nella chiesa, poi nella biblioteca del monastero, fino all’età napoleonica. Nel 1810, con la soppressione degli ordini religiosi, il mappamondo fu trasferito a Venezia, prima nella Biblioteca di San Marco, poi a Palazzo Ducale, infine di nuovo nella Biblioteca Nazionale Marciana, dove attualmente è conservato.
Nel monastero nel 1820 fu rinchiuso Silvio Pellico dopo il suo arresto, in attesa di essere mandato nelle carceri dello Spielberg nel 1822.
Sopra la porta del chiostro si trova un altorilievo con la statua dell'arcangelo Michele con in mano al bilancia per pesare le anime in atto di trafiggere il demonio.

## Galleria d'immagini

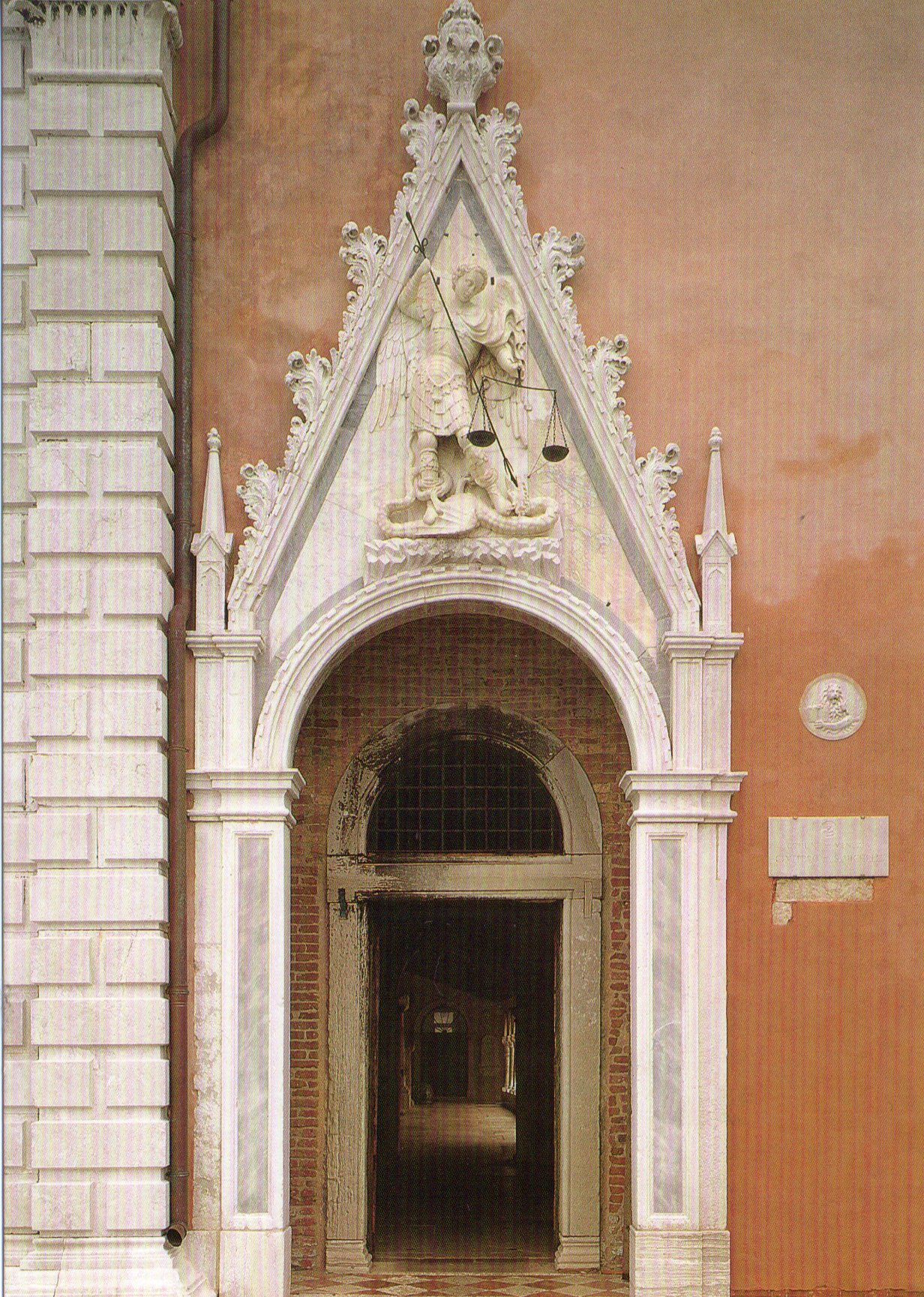
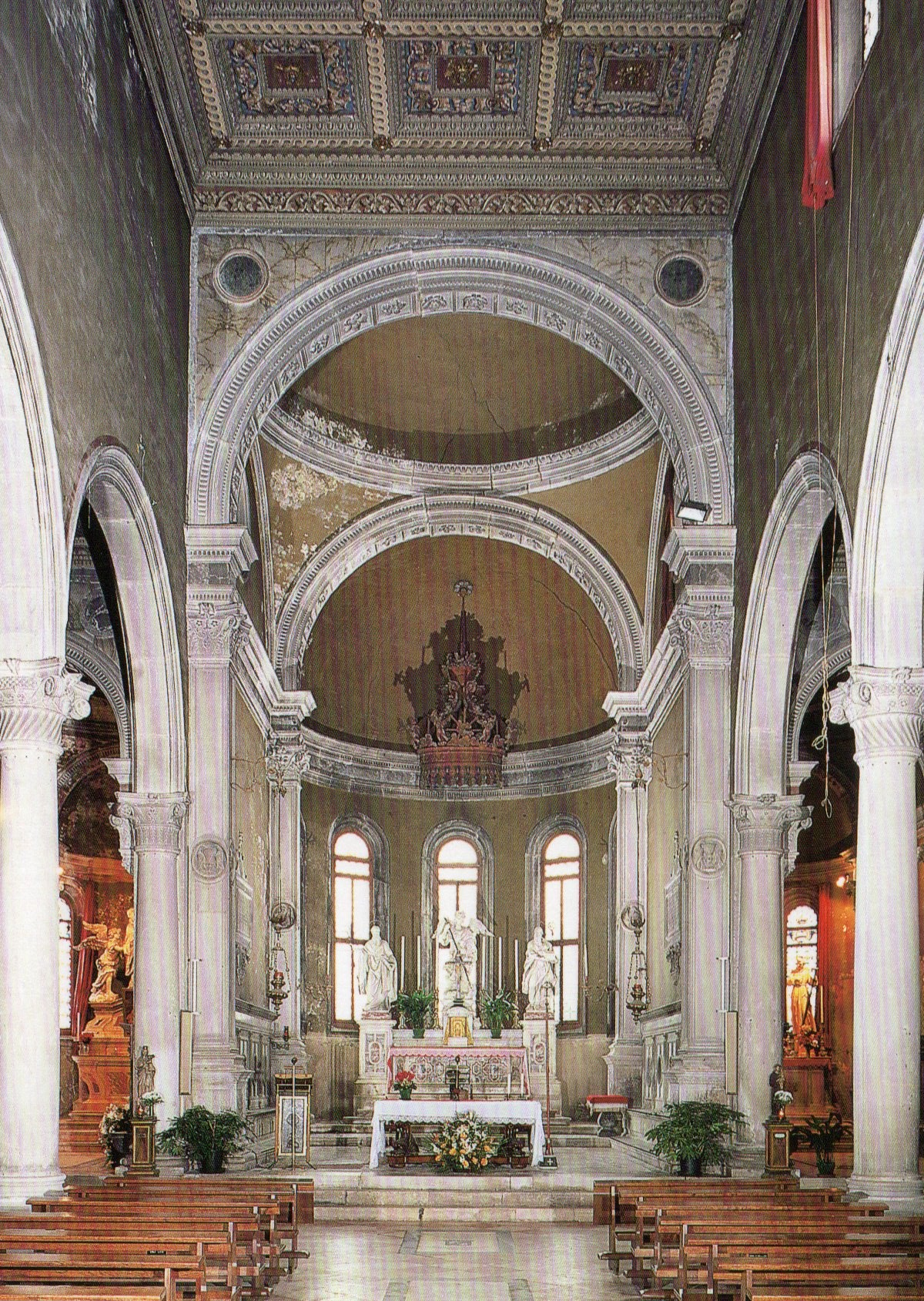
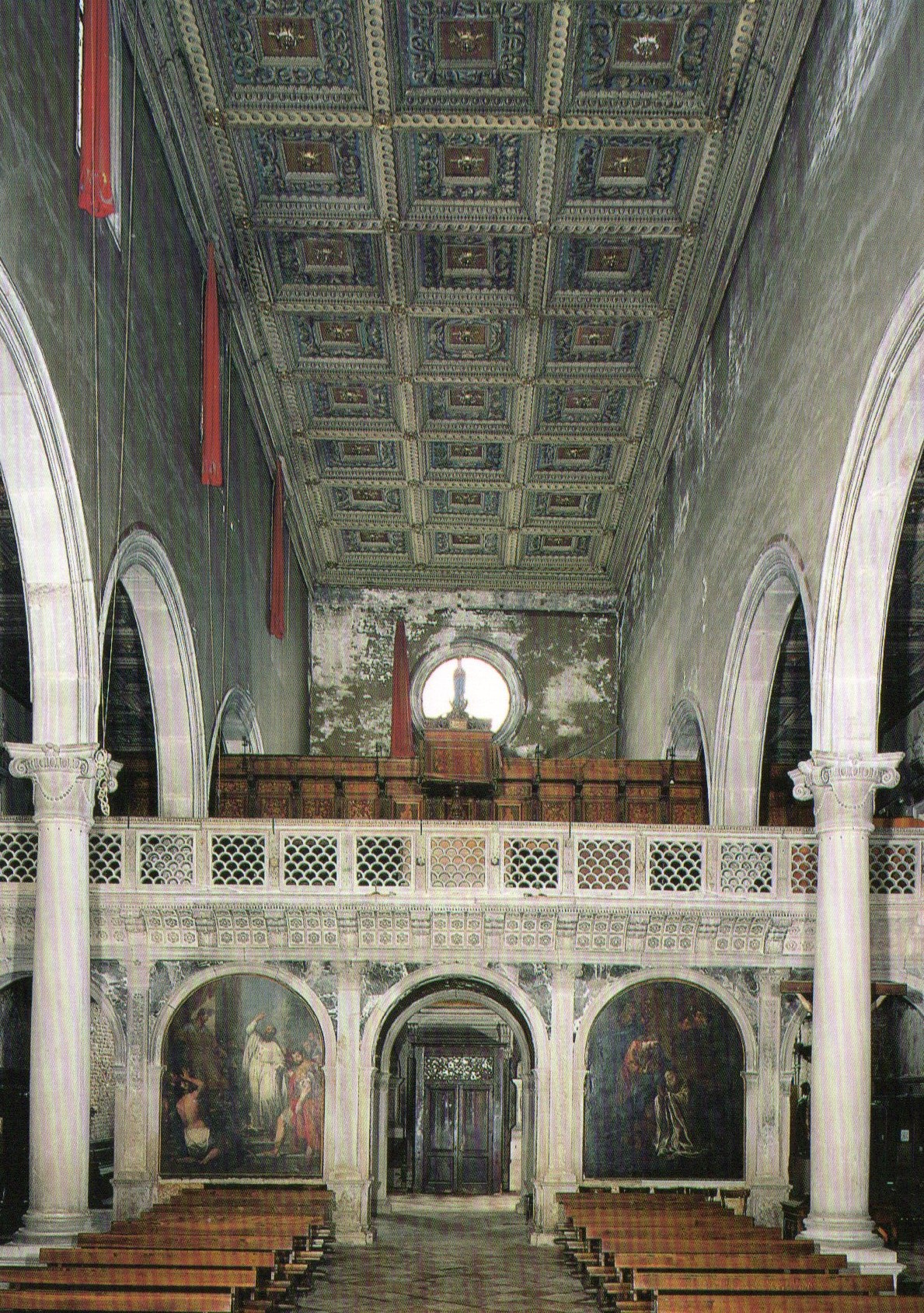
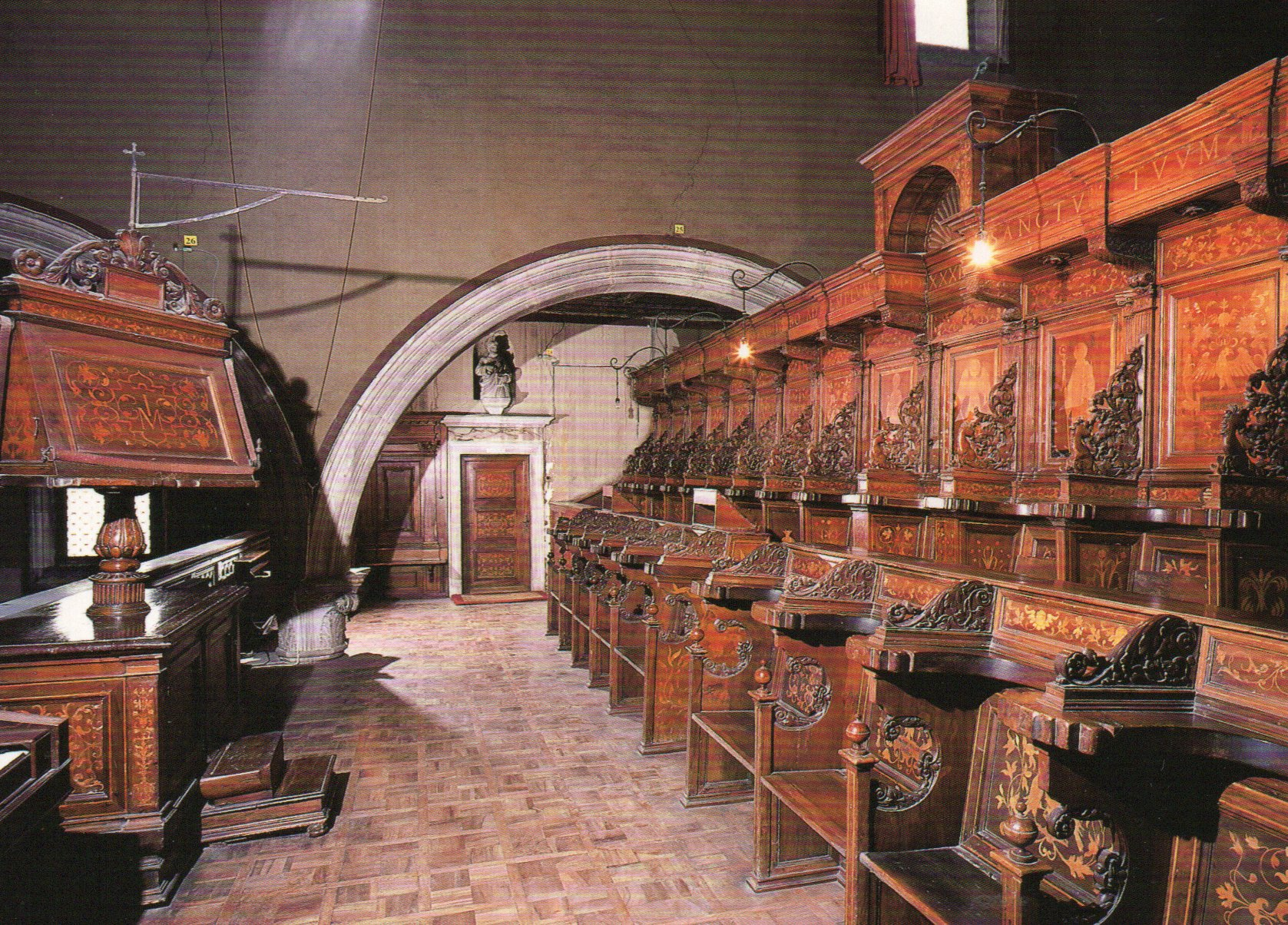
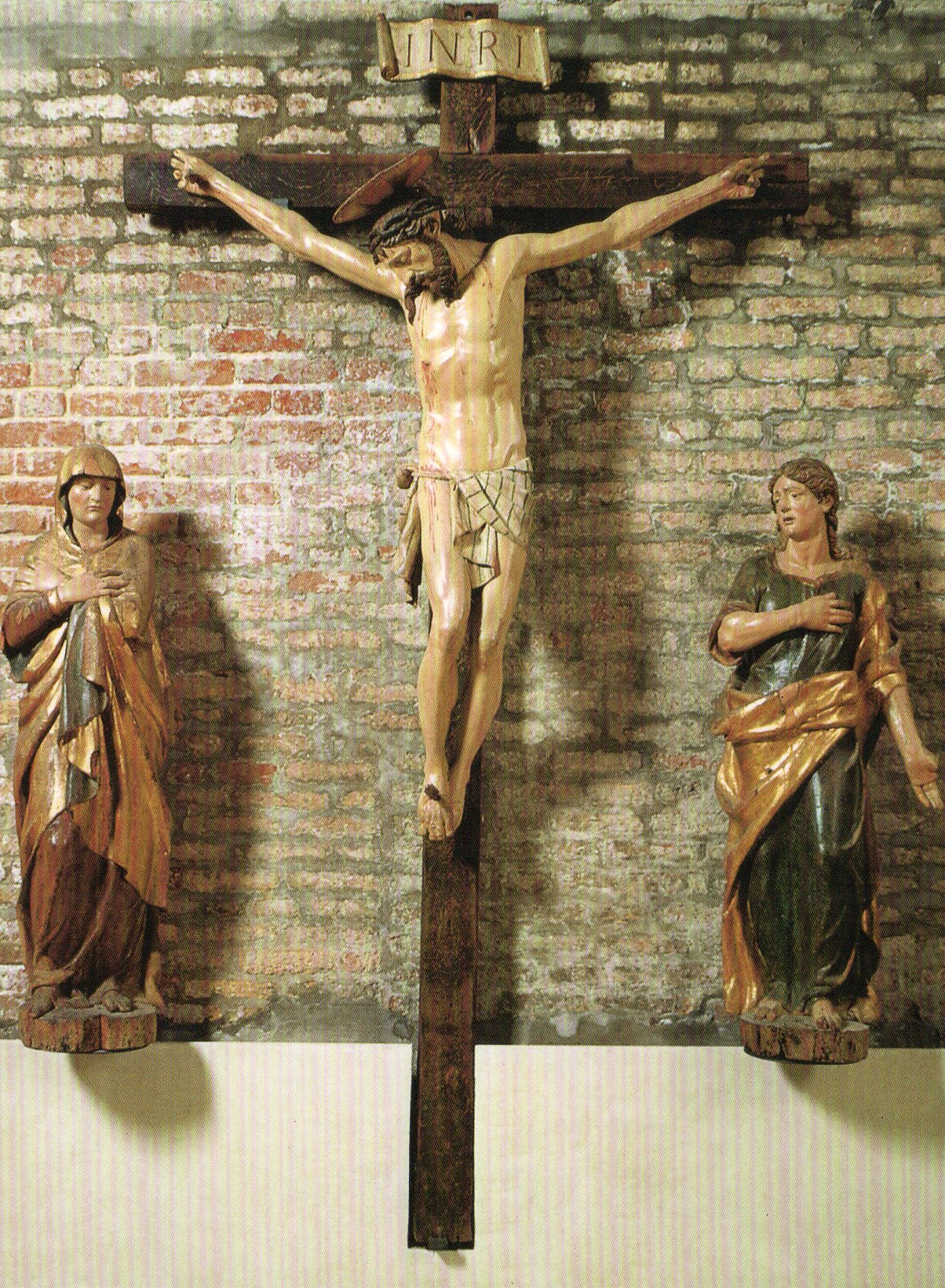
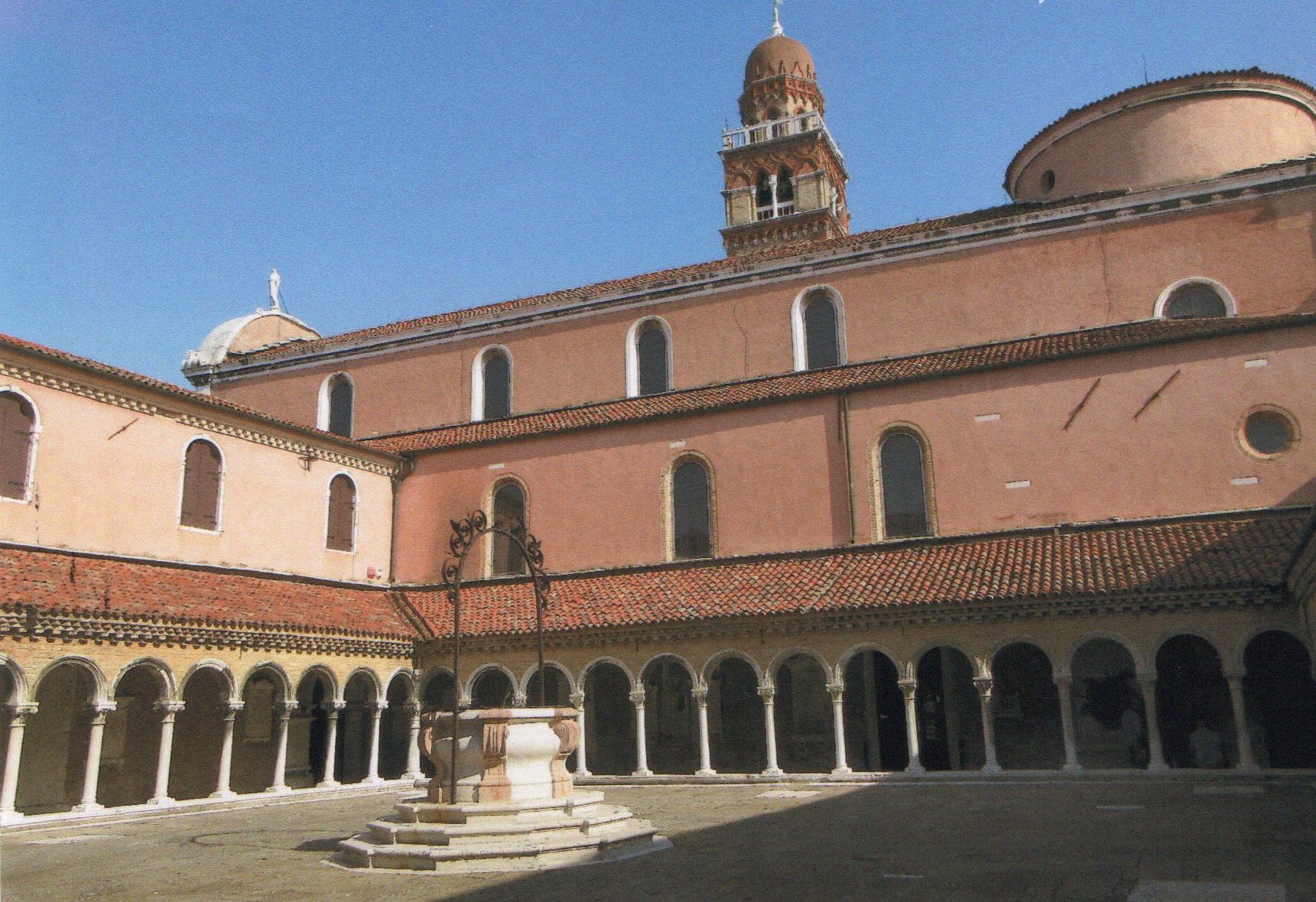
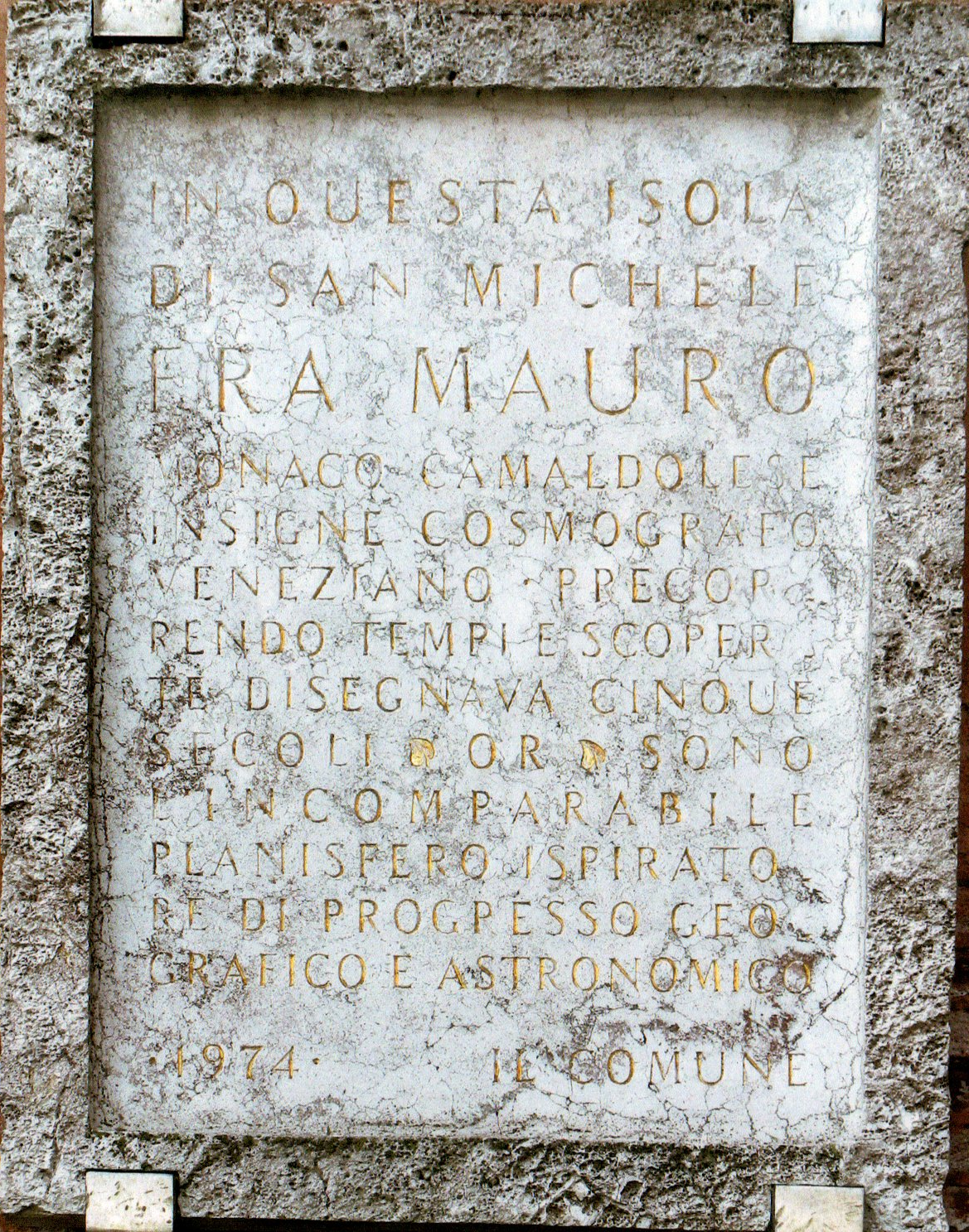
Lapide Fra Mauro
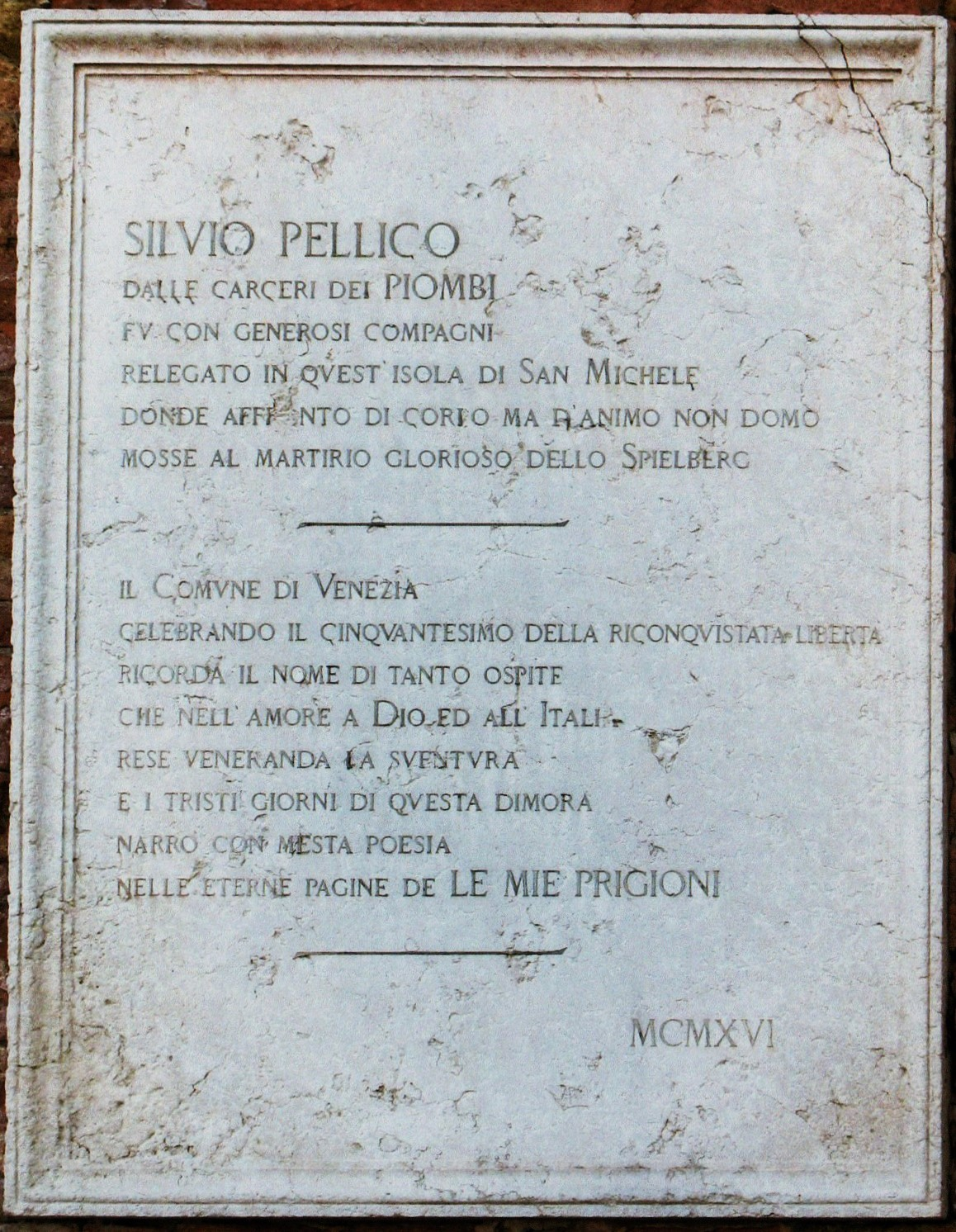
Lapide Silvio Pellico